# Улица Котовского (Владикавказ)
Улица Котовского — улица во Владикавказе, Северная Осетия, Россия. Улица располагается в Промышленном муниципальном округе Владикавказа между улицами Иристонской и Николаева. Начинается от Иристонской улицы.
Названа именем советского полководца Григория Котовского.
Улица образовалась в первой четверти XX века и впервые была отмечена под современным наименованием на Плане города Орджоникидзе от 1943 года.